# Dormeuil (acteur)
Pour les articles homonymes, voir Dormeuil (homonymie).
Joseph-Jean Contat-Desfontaines, dit Dormeuil, né le 22 novembre 1791 à Paris (paroisse de Saint-Germain-des-Près) et mort le 25 mars 1882 à Paris 2e,,, est un acteur, auteur dramatique et directeur de théâtre français.

## Biographie
Fils d'un avocat au Parlement de Paris, il est élève au collège Stanislas. Aide de camp du maréchal Masséna durant les Cent-Jours, il retourne à la vie civile à la Restauration et est engagé comme acteur et directeur de scène au tout-nouveau Gymnase-Dramatique.
Le 22 janvier 1831, il s'associe avec Charles-Alexandre Poirson, directeur du Gymnase, pour exploiter la salle Montansier, qu'il fait entièrement reconstruire par Louis Regnier de Guerchy. Le théâtre du Palais-Royal est inauguré le 6 juin 1831. Il y créera la majorité des œuvres d'Eugène Labiche.
Son fils Léon lui succède en 1858. Il dirige également le théâtre du Vaudeville de 1860 à 1863 avec Henri Duponchel et Benou (qui avait pris la relève de Poirson au Palais-Royal en 1845).
Membre de la Société des auteurs dramatiques à partir de 1863, il écrit plusieurs pièces en collaboration avec Emmanuel Théaulon, Clairville, Lambert-Thiboust, Alfred Delacour ou Michel Delaporte.
Il a été maire de Domont de 1848 à 1858.
Mort à l'âge de 90 ans, Dormeuil était veuf de l'actrice Esther Joséphine Oury (1802-1877) qui s'était produite au Gymnase et au Vaudeville sous les noms de Mlle Esther et de Mme Dormeuil.

## Rôles
- 1823 (8 août) : Les Grisettes, comédie-vaudeville d'Eugène Scribe et Henri Dupin, Gymnase-Dramatique : Vanberg

## Écrits
- Réflexions sur la liberté des théâtres, soumises à MM. les membres de la commission dramatique, R. Riga, Paris, 1830 lire en ligne sur Gallica
- Observations tendantes à une modification du droit des indigents sur les spectacles (1852)
- L'Omelette du Niagara, revue de l'année 1859 en trois actes et une infinité de tableaux par MM. Dormeuil père, Lambert-Thiboust et Delacour, Michel Lévy frères, Paris, 1860 (créée au théâtre du Palais-Royal le 24 décembre 1859)